# Tekle Hajmanot I
Tekle Hajmanot I (gyyz: ተክለ ሃይማኖት, co znaczy „Owoc wiary”, imię tronowe gyyz: ለዓለሰገድ Leal Sagad, czyli ten któremu kłaniają się potężni) (ur. 28 marca 1684; zm. 30 czerwca 1708) – cesarz Etiopii od 27 marca 1706 do 30 czerwca 1708 roku. Pochodził z dynastii salomońskiej. Był synem cesarza Jozuego I Wielkiego i cesarzowej Mariamauit. W historiografii etiopskiej często bywa określany jako Rygum Tekle Hajmanot, czyli „Wyklęty Tekle Hajmanot”.

## Okoliczności wstąpienia na tron
Tekle Hajmanot był początkowo przeznaczony na następcę tronu, przez swojego ojca cesarza Jozuego I Wielkiego. Około 1705 młody książę wszedł w spisek z wyznawcami kybat z Godżamu – Darmenem i Pawłem. Kościół etiopski był wówczas podzielony na dwa odłamy – kybat i teuahdo. Zwolennicy kybat chcieli obalić cesarza, jednak Jozue na wieść o spisku wezwał do siebie syna. Tekle Hajmanot z obawy przed reakcją ojca nie stawił się przed nim. Jednocześnie zaczął przygotowywać bunt przeciw niemu. W celu uniknięcia rozlewu krwi, Jozue I Wielki zrzekł się tronu. Tekle Hajmanot koronował się na cesarza w 1706 i za radą Darmena i Pawła przyjął wyznanie kybat. Na wieść o tym Jozue odwołał swoją abdykację i rzucił klątwę na syna. Następnie wybuchły zamieszki. Stronnicy Tekle Hajmanota przedarli się na wyspę, gdzie przebywał Jozue, zabili go i spalili zwłoki.

## Przebieg panowania
Po śmierci ojca, w 1706 nowy cesarz przeprowadził szum-szyr w wyniku którego Darmen otrzymał prowincję Godżam, a Paweł Begiemdyr. odmówił zajęcia zdecydowanego stanowiska w sprawach wewnątrzkościelnych, uważając, że nie jest on kompetentny w zmianie oficjalnego wyznania bez decyzji soboru. Kościelne zgromadzenie zebrane w 1707 obróciło się przeciwko wyznawcom kybat. W prowincji Godżam duchowieństwo zainicjowało zamieszki skierowane przeciwko cesarzowi, który dodatkowo skompromitowany był przez odpowiedzialność za śmierć własnego ojca. W tym samym 1707 we wrześniu pod Jybaba rozegrałą się bitwa pomiędzy stronnikami Tekle Hajmanota, a uzurpatorem Amdą Seyonem, który w Godżamie ogłosił się cesarzem i wszedł do Gondaru, gdzie się koronował. Zginęło wówczas wielu przywódców odłamu kybat, a samą bitwę wygrał cesarz. Amda Seyon został później zgładzony w bitwie pod Maitsą. Tekle Hajmanot zginął w 1708 podczas polowania na bawołu. Okoliczności jego śmierci nie są jasne. Według Jamesa Bruce’a cesarz został zasztyletowany przez dwóch byłych dworzan swojego ojca właśnie podczas tego polowania. Miało się to zdarzyć w trakcie podróży władcy po kraju. Następcą Tekle Hajmanota I został popierany przez zwolenników kybat – Teofil, który po koronacji ogłosił się oficjalnie wyznawcą tego odłamu.